# Birdy

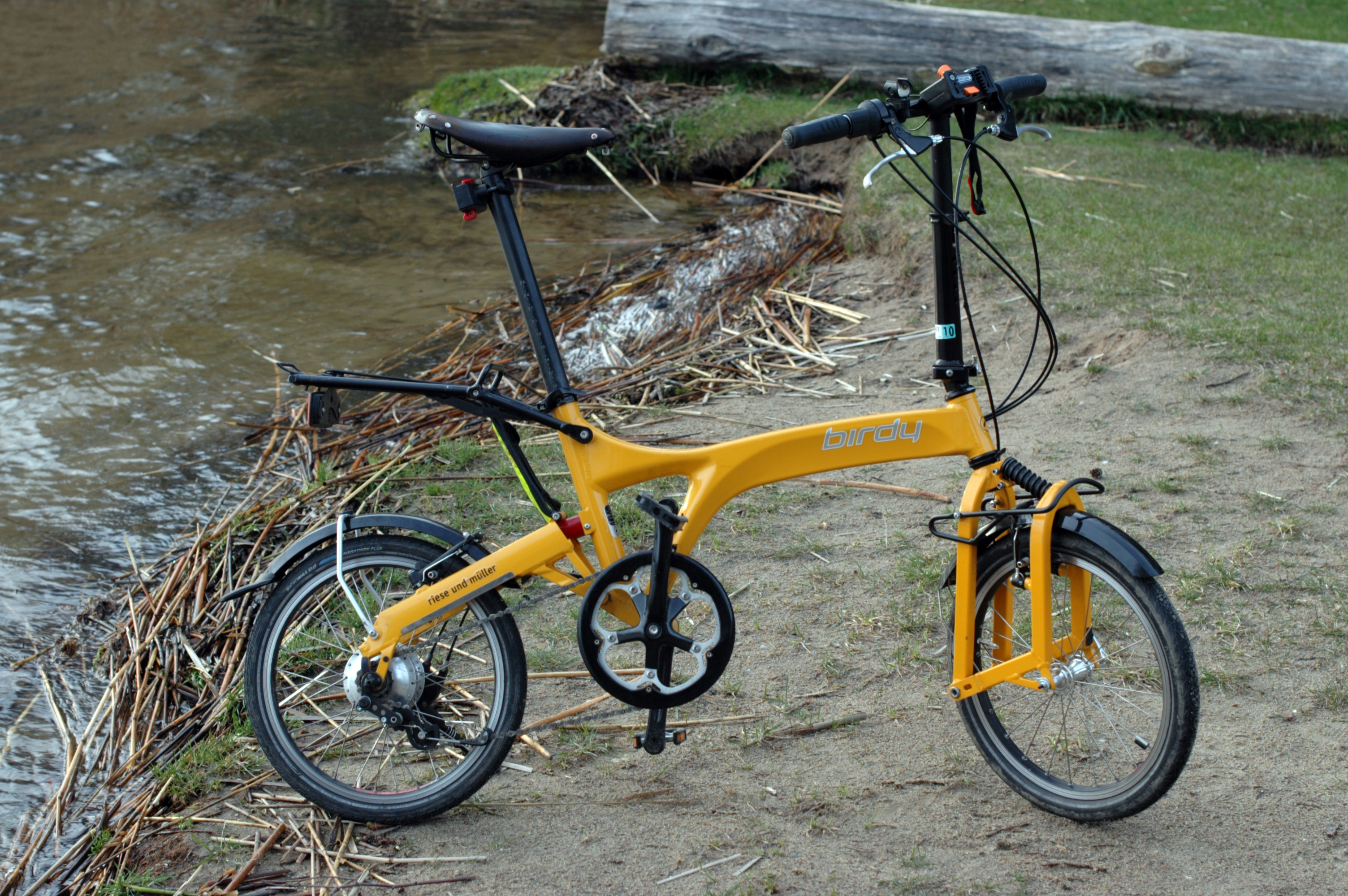

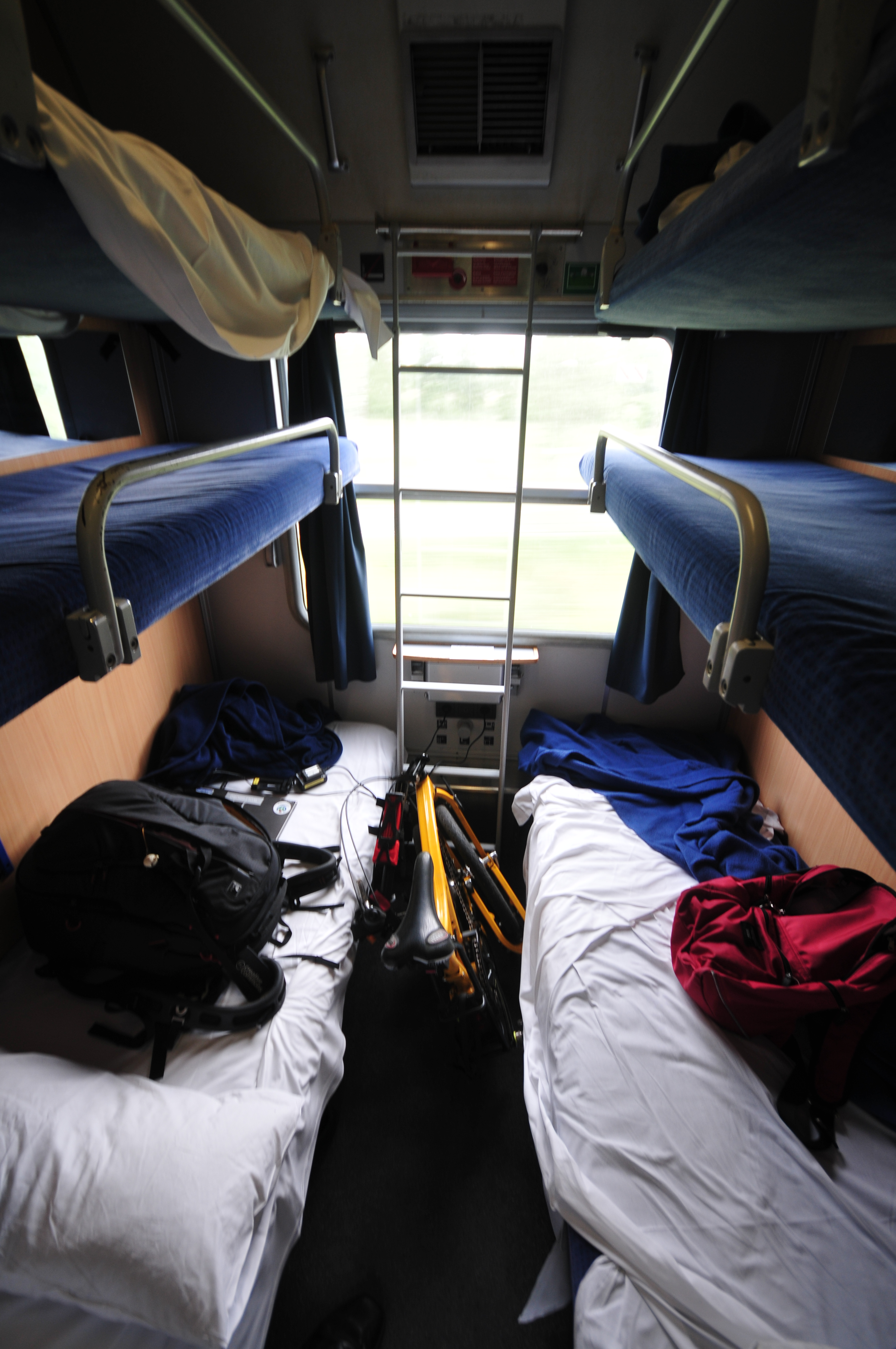

Birdy，昵称为“鸟车”，是由Riese und Müller所设计的折叠自行车，1995年由台湾Pacific Cycles生產。

## 源起
這項設計在1993年獲Hessian Innovation Prize，並且在1994的 IFMA 展及 Eurobike 展中展出，獲得不錯評價。惟當時仍然無法量產，因為銀行與全歐洲廠商皆不願投入資金在全新又尚未成熟的原型。
1994年底 Riese und Müller 前來台灣，太平洋自行車決定投資生產。
在1995年第一辆Birdy折叠车诞生，屬於傳動類型，车轮外圈为18英寸，铝制车架，中间没有弯折。2015年时，Birdy已经售出150,000辆。

### 特色
Birdy使用了标准的后叉端间距，所以Birdy可以使用许多轮组。标准配置包括8速花鼓齿轮，8速后拨变速器、24速的Shimano Intego，以及14速的Rohloff Speedhub花鼓齿轮。可选附件包括挡泥板、山地车轮胎、不同的货架、包以及灯具。
Birdy一般用15－30秒钟就可以折叠完毕，体积大约是79x61x36cm，重量为10－13kg。
由於Birdy有许多轮组可供选择、车架牢固、折叠方便，使得其适合于旅行或做体育锻炼之用。

### 配件
2016年6月，太平洋自行車成立「太平洋自行車電商群聚」，以自有品牌設計、合作共同開發，生產的Birdy專屬零配件。